# Ivan Marek
Ivan Marek (Zagreb, 16. siječnja 1863. – Zagreb, 11. studenog 1936.) je bio hrvatski kemičar.

## Životopis
Diplomirao na Mudroslovnome (Filozofskome) fakultetu u Zagrebu (1886.), radio u Zemunu (gdje je prije njega službovao Julije Domac, a učenikom mu je bio Franjo Hanaman), od 1898. bio je profesor Graditeljske i obrtne škole u Zagrebu. Na prijedlog Vladimira Njegovana zaposlio se 1919. u tada osnovanoj Tehničkoj visokoj školi (poslije Tehnički falkutet) u Zagrebu, gdje je 1920. postao redoviti profesor organske kemije. Od 1922. do umirovljenja 1935. bio je predstojnik Zavoda za organsku kemiju Kemičko-inženjerskog odjela Tehničke visoke škole (poslije Kemijsko-tehnološkog odjela Tehničkoga fakulteta, danas Fakultet kemijskog inženjerstva i tehnologije u Zagrebu). Bavio se prirodnim spojevima, elementarnom analizom organskih spojeva i određivanjem parafina u asfaltu. Usavršio je peć za elementarnu analizu uvođenjem električnoga mjesto plinskog zagrijavanja te spaljivanjem uzorka bez upotrebe katalizatora (tzv. Marekova peć).

## Vanjske poveznice
- Ivan Marek Hrvatska tehnička enciklopedija, portal hrvatske tehničke baštine. LZMK